# Kodex 4
Kodex 4 – szósty album producencki polskiego duetu hip-hopowego White House. Został wydany 16 maja 2012 roku nakładem wytwórni R.R.X. Płyta zawiera 17 utworów, wśród których wystąpili między innymi Peja, O.S.T.R., Fokus, EastWest Rockers, Ten Typ Mes czy HiFi Banda.
Nagrania dotarły do 2. miejsca listy OLiS. Pochodzący z albumu utwór pt. "Jak mam żyć" znalazł się na liście "120 najważniejszych polskich utworów hip-hopowych" według serwisu T-Mobile Music.

## Lista utworów
Źródło.
1. "Welcome to the White House"
2. "Dorosłe dzieci we mgle" (gościnnie: Ten Typ Mes, scratche DJ Feel-X)[A]
3. "W górę jadę windą" (gościnnie: DonGURALesko, Grizzlee)
4. "Rakotwórczy" (gościnnie: O.S.T.R.)[B]
5. "Mój kodex" (gościnnie: Miuosh)
6. "Nigdy nie ustępuj" (gościnnie: HiFi Banda, scratche DJ Kebs)
7. "Jak mam żyć" (gościnnie: Małpa, scratche The Returners)
8. "Historia" (gościnnie: Kajman)
9. "Nigdy się nie poddawaj" (gościnnie: Fokus, scratche DJ Feel-X)
10. "Nie mogę zasnąć" (gościnnie: EastWest Rockers)
11. "Slumilioner" (gościnnie: Peja)
12. "Do jutra" (gościnnie: VNM, Sokół, Hades, scratche DJ Kebs)
13. "Następny rozdział" (gościnnie: Blasku, One Man Army, Sitek, scratche DJ Prox)
14. "Się jaram" (gościnnie: Rahim, Buka, scratche DJ Bambus, DJ Bili)
15. "Organizacja przestępcza" (gościnnie: Chada, Pih)
16. "Ja wiem, że Ty wiesz" (gościnnie: ZIP Skład, scratche Lulek)[A]
17. "Armagedon" (gościnnie: Trzeci Wymiar, scratche DJ Perc)

Notatki
- A^ Z wykorzystaniem sampli pochodzących z piosenki "Grace" w wykonaniu Sylvii St. James[9].
- B^ Z wykorzystaniem sampli pochodzących z piosenki "Southern Man" w wykonaniu Merry Clayton[9].